# Euxootera mauricei
Euxootera mauricei là một loài bướm đêm trong họ Noctuidae.